# Himno de Guanajuato
El Himno del Estado de Guanajuato es el himno oficial del estado de Guanajuato, en los Estados Unidos Mexicanos. Es, junto con la bandera y el escudo, uno de los tres símbolos oficiales del estado.
Fue oficializado el 16 de noviembre de 2023, al ser mencionado en la Ley del Escudo, la Bandera y el Himno del Estado de Guanajuato, durante el mandato del gobernador Diego Sinhue Rodríguez Vallejo, en el marco de los festejos por el 200 aniversario de la creación del estado. Sin embargo, no fue presentado de manera pública hasta el 8 de mayo de 2024 durante un acto solemne en el congreso del estado.
El himno fue seleccionado tras un concurso llevado a cabo entre el 8 de diciembre de 2023 y el 31 de marzo de 2024. El 26 de abril de 2024 resultó ganador el ciudadano Eduardo Francisco Muñoz Esquivel, originario de la ciudad de León y músico de profesión.

## Letra
Coro:

Guanajuato, tu grandeza, en nuestra alma prosperará
De 46 luceros, se teje nuestro cantar.
De tus manos, en tus tierras, se labró nuestra honestidad
Que tu voz siempre nos llame, a la unidad y a la paz.
I
Guardas, por tus callejones
Universos en cantera
Alas de barro y madera
Nutriendo las tradiciones
Artesanos de emociones
Juntan suspiros de plata
Una verdad nos retrata
A todos, con igualdad
Tu canto, de libertad
Obra de todos, relata
Coro
II
Gritos de la independencia
Urdieron nuestros cimientos
Andares de sentimientos
Nacieron de esta consciencia
Así cantamos tu herencia
Juntos, con el corazón
Unidos, en tu razón
Abrazando tu llamado
Tu presente y tu pasado
Orquestan nuestra labor
Coro
III
Grábalo en todas tus tierras
«Unidos somos más fuertes»
A todos en ti nos conviertes
Nidos de sueños encierras
Acaban todas tus guerras
Juntando nuestra emoción
Un ser se vuelve canción
Armando este relato
Todos somos Guanajuato
Orgullo de nuestra nación

Coro